# Groupe Eternit
Eternit est le nom du brevet sur le procédé de fabrication de l'amiante-ciment déposé par l'Autrichien Ludwig Hatschek en 1900. Celui-ci vendit sa licence à diverses entreprises industrielles (fabricants de matériaux de construction) qui prirent, pour la majorité d'entre elles, le nom d'Eternit. La plupart sont liées au sein d'un groupe franco-belge par un système de participations croisées — au travers de différentes relations, formelles ou non. En 1929, toutes les sociétés européennes Eternit se réunissent dans une association, la SAIAC (pour Sociétés Associées d'Industries Amiante-Ciment), qui ont entre elles des échanges techniques gratuits.
Trois grandes familles, les Cuvelier en France, les Schmidheiny en Suisse, et les Emsens en Belgique, ont dominé chacune des entreprises au long du XXe siècle.
- Eternit Belgique
- Eternit France
- Eternit Suisse